# Фаустина Млађа
Анија Галерија Фаустина Млађа (16. фебруар 125/130 – 175), познатија и као Фаустина Млађа, била кћер цара Антонина Пија и римска царица, односно супруга цара Марка Аурелија.

## Биографија
Родила се као четврто дете, односно друга кћер Антонина и његове супруге Фаустине Старије; од четворо деце једина је доживела пунолетство. Као адолесценткињу или дете ју је 25. фебруара 138. године тадашњи цар Хадријан дао верити за Луција Вера, сина свог презумптивног наследника Луција Елија. Међутим, када је Луције Елије изненада умро, веридбу су развргнуто и уместо тога се верила, а касније и венчала за Марка Аурелија, од Хадријана одређеног за Антониновог наследника. Царицом је постала након очеве смрти 161. године.
Њен брак са Марком Аурелијом је трајао готово тридесет година, и током њега је родила чак тринаесторо деце, укључујући будућег цара Комода. Према Царској повести, те Касију Диону била је сплеткарош и склона варању свог мужа, укључујући афере са гладијаторима, морнарима и обичним војницима. Такође јој се приписује подстицање побуне Авидија Касија у Египту 175. године.
Сам Марко Аурелије је, међутим, према њој исказивао сталну наклоност те ју до краја живота бранио од оптужби. По свему судећи, уживала је и велику популарност међу припадницима војске, делом зато што је мужа стално пратила на војним походима. Због тога јој је Марко Аурелије дао титулу Мајка логора. На једном од тих похода је и умрла године 175. код града Халала у Кападокији. Њена је смрт тешко погодила Марка Аурелија, коју је после дао деифицирати, те Халалимо њој у част преименовао у Фаустинополис.